# Lucjan Rudnicki

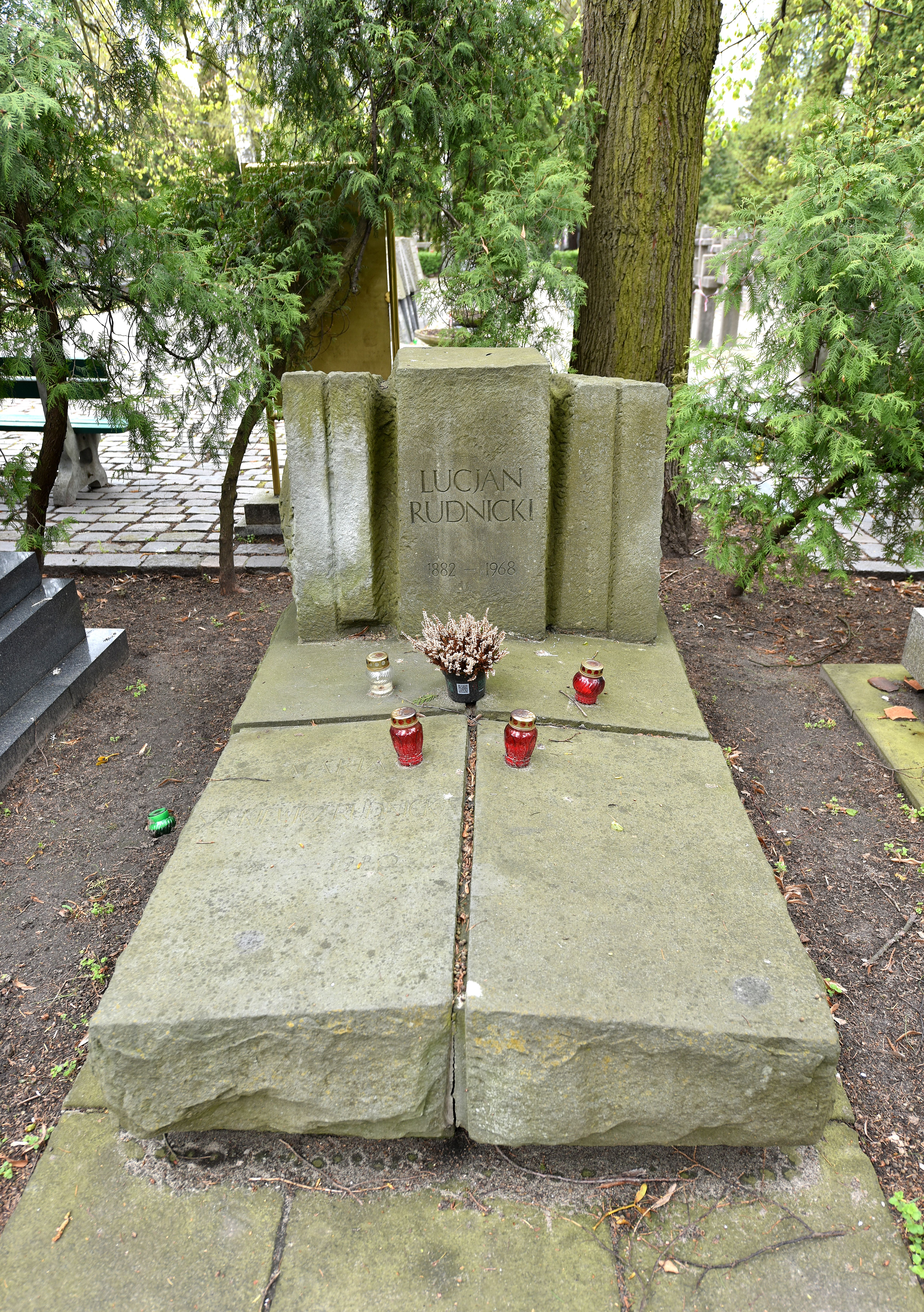
Grób Lucjana Rudnickiego na cmentarzu Wojskowym na Powązkach

Lucjan Rudnicki, ps. „Ludwik”, „Mały”, „Krawiec”, „Kazimierz Lubiński” (ur. 2 stycznia 1882 w Sulejowie, zm. 8 czerwca 1968 w Warszawie) – polski pisarz, działacz PPS, SDKPiL i KPP, poseł na Sejm PRL I kadencji. Odznaczony Orderem Budowniczych Polski Ludowej.

## Życiorys
Był najstarszym z dziewięciorga dzieci Wojciecha (1853–1899) i Klementyny z Okrasińskich (1858–1939. Po ukończeniu w 1895 szkoły powszechnej w Sulejowie rozpoczął pracę, początkowo jako murarz i stolarz. W roku 1898 przyjechał do Łodzi, gdzie podjął pracę w zakładach Heinzla i Kunitzera na Widzewie. W latach 1898–1906 uczestniczył w nielegalnej działalności antycarskiej i rewolucyjnej prowadzonej przez Polską Partię Socjalistyczną, za co był dwukrotnie więziony i zesłany na 3 lata do guberni archangielskiej. Zbiegł stamtąd i ukrywał się pod przybranym nazwiskiem.
W marcu 1905 brał udział w VII Zjeździe PPS. W 1907 przeszedł z PPS do SDKPiL. Działał m.in. w Komitecie Warszawskim SDKPiL. W czasie I wojny światowej występował przeciwko Niemcom, za co w latach 1916–1918 był internowany w Szczypiornie, Havelbergu i Modlinie. Od grudnia 1918 do sierpnia 1938 członek Komunistycznej Partii Robotniczej Polski (KPRP)/Komunistycznej Partii Polski (KPP). W pierwszej połowie 1919 z ramienia KPRP należał do warszawskiej Rady Delegatów Robotniczych, za co został osadzony w Modlinie. W połowie lat 20. publikował w prasie komunistycznej artykuły wymierzone w działalność PPS i PSL „Wyzwolenie”. W 1933 powrócił do Sulejowa. W styczniu 1942 wstąpił do PPR. Współpracował z GL i ZWM. Od stycznia do maja 1945 był burmistrzem Sulejowa i sekretarzem Komitetu Miejskiego PPR w tym mieście.
Po II wojnie światowej zajmował się głównie pracą pisarską. W grudniu 1948 był delegatem na I Zjazd PZPR, a w marcu 1954 – na III Zjazd PZPR. W listopadzie 1949 został członkiem Ogólnokrajowego Komitetu Obchodu 70-lecia urodzin Józefa Stalina. W latach 1952–1956 pełnił mandat posła na Sejm PRL I kadencji. W 1957 był współzałożycielem i członkiem Zarządu Głównego Stowarzyszenia Ateistów i Wolnomyślicieli. Współpracował z Zakładem Historii Partii przy KC PZPR.
W 1951 otrzymał Nagrodę Państwową II stopnia. 
Został pochowany w Alei Zasłużonych na cmentarzu Wojskowym na Powązkach w Warszawie (kwatera A28-Tuje-20).

## Życie prywatne
Żonaty z Marią Szukiewicz-Rudnicką (1887–1980), działaczką ruchu socjalistycznego i komunistycznego, uczestniczką rewolucji 1905 r. oraz zamachu na generał-gubernatora warszawskiego Skałona, Sprawiedliwą wśród Narodów Świata. Mieli troje dzieci: Kazimierza (1908–1924), Elżbietę (1910–1931) oraz Konrada (1926–2013), profesora UJ, astronoma oraz duchownego Kościoła Starokatolickiego Mariawitów.

## Dorobek literacki
Dorobek literacki Lucjana Rudnickiego nie jest znany w całości, gdyż część niedrukowanych utworów uległa zniszczeniu w 1939 roku,
- własnym nakładem wydał Odrodzenie (1920),
- cykl opowiadań Republika demokratyczna (1921),
- Stare i nowe – pamiętniki (t. 1 – 1948, t. 2 – 1950, t. 3 – 1960).

## Ordery i odznaczenia
- Order Budowniczych Polski Ludowej (1954)[8]
- Order Sztandaru Pracy I klasy (22 lipca 1949)[9]
- Krzyż Komandorski Orderu Odrodzenia Polski (26 lutego 1952)[10][11]
- Medal 10-lecia Polski Ludowej (19 stycznia 1955)[12]

## Upamiętnienie
Nazwę Lucjana Rudnickiego nosiła ulica w warszawskiej dzielnicy Bielany. Nazwa została zmieniona w 2017 (na ul. gen. Klemensa Stanisława Rudnickiego). Tak samo nazwa ulicy w Sulejowie została zmieniona w 2018 z Lucjana Rudnickiego na Generała Stefana Grota-Roweckiego. 
Imieniem Lucjana Rudnickiego nazwana była także szkoła podstawowa nr 81 na warszawskim Ursynowie; od 2019 roku szkoła nosi imię Juliana Ursyna Niemcewicza. Do 1992 roku był patronem Szkoły Podstawowej nr 40 w Poznaniu.